# Patria Progresista
Patria Progresista (PP) fue un partido político chileno fundado en octubre de 2022. Era considerado como el sucesor del Partido Progresista (PRO), formación liderada por el exdiputado y excandidato presidencial Marco Enríquez-Ominami. Su inscripción fue acogida por el Servicio Electoral de Chile (Servel) en agosto de 2023. En abril de 2024 fue declarada su disolución.

## Historia
El PRO fue creado en 2010 en torno a la figura de Enríquez-Ominami, exdiputado del Partido Socialista (PS) y candidato presidencial en la elección de 2009. La colectividad sostuvo las tres siguientes postulaciones presidenciales del cineasta (2013, 2017 y 2021). En enero de 2022, el Servel declaró su disolución debido a que no eligió diputados ni alcanzó el umbral mínimo de votos exigidos por la ley en las elecciones parlamentarias de 2021.
A inicios de 2023 se anunció la creación de una nueva agrupación denominada como Patria Progresista. La colectividad, que usó el mismo sitio web y redes sociales que el PRO, inició sus trámites de inscripción bajo la presidencia de Ignacio Bustos, dirigente cercano a Marco Enríquez-Ominami. En agosto de ese mismo año el Servel informó que Patria Progresista había logrado constituirse en las regiones de O'Higgins, Maule y Ñuble. El 12 de abril de 2024, el Servel emitió una resolución en donde dio cuenta de la disolución del partido luego de rechazar la comunicación de constitución de sus órganos partidarios en las regiones donde estaba constituido.

## Directiva
La directiva central del partido estaba integrada por:
- Presidente: Ignacio Bustos Sáez.
- Secretaria general: Filomena del Carmen Urbina Campos.
- Tesorera: Luisa Lorena Figueroa Campusano.
- Vicepresidenta de Comunicaciones: Bárbara Vera Sepúlveda.
- Vicepresidente de Desarrollo Regional: Rodrigo Fernando Cuevas Hoger.
- Vicepresidenta de Asuntos Comunales: Lorena Rosa Veloso Sáez.
- Prosecretario de Organizaciones Sociales: Víctor Hugo Ortiz Avendaño.
- Prosecretario de Liderazgos Territoriales: Mauricio Efraín Robles Jara.

De igual forma, presentaba un Tribunal Supremo compuesto por un presidente, una vicepresidenta, un secretario, dos directores y dos directores suplentes.